# Cultura de Macedonia del Norte

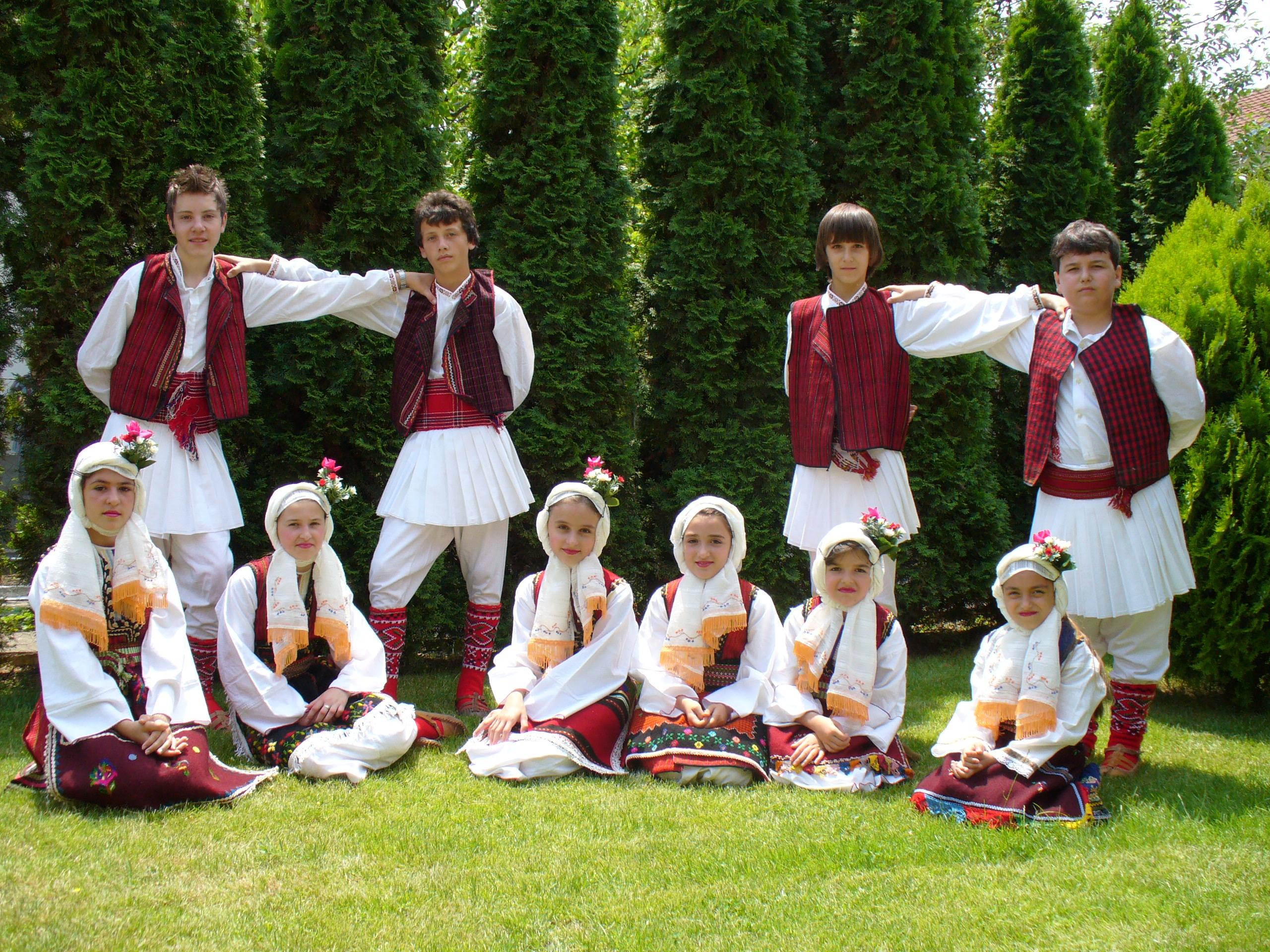
Habitantes de la región de Skopie con sus trajes típicos.

La s muy rica en distintas expresiones del arte, arquitectura, poesía y música. El país posee numerosos sitios religiosos antiguos. 
Existen diversos festivales de poesía, cine y música que se celebran anualmente. Los estilos musicales tradicionales de Macedonia del Norte se desarrollaron bajo una fuerte influencia de la música sacra bizantina. 
Macedonia del Norte posee una rica colección de pinturas bizantinas al fresco, que se remontan al período entre el siglo XI y XVI. Al respecto se han contabilizado varios miles de metros cuadrados de pinturas al fresco, la mayoría de los cuales se encuentran en muy buen estado de conservación y representan obras de arte de la Escuela Macedonia de pintura eclesiástica.
Los eventos culturales más importantes del país son el Festival Estival de música clásica y drama de Ohrid, las Veladas de Poesía en Struga que convocan a poetas de más de 50 nacionalidades, el Festival Internacional de Cámara en Bitola, el Festival de Teatro Abierto Juvenil y el Festival de Jazz de Skopie. La Ópera de Macedonia del Norte se inauguró en 1947 con una representación de la Cavalleria rusticana dirigida por Branko Pomorisac. Todos los años, se realizan en Skopie las Veladas de Ópera de Mayo que se extienden durante 20 noches. La primera Ópera de Mayo fue la de la obra de Kiril Makedonski  denominada «Tsar Samuil» en mayo de 1972.

## Contexto geográfico
La actual Macedonia del Norte no se corresponde con la antigua Macedonia de Alejandro Magno, pues el territorio actual del país no formó parte de aquel reino. Tanto Alejandro Magno como su padre Filipo y el gran filósofo Aristóteles, nacieron y vivieron en territorio griego, la Macedonia histórica, uno de los tantos reinos que conformaban Grecia.
En el norte de Grecia se encuentra la región de Tesalia. Al norte de esta región se extienden dos llanuras rodeadas de montañas abruptas. Esta región, formaba en la antigüedad el Reino de Macedonia. 
Entre las dos llanuras se encuentra la península Calcídica que avanza en el mar Egeo formando tres puntas. Actualmente, la mayor parte de su territorio se encuentra en el territorio de Macedonia en Grecia y en algunas partes de Bulgaria y Macedonia del Norte.
Era un país de trigo y pastos, de aldeanos y jinetes (como Tesalia) con una costa marítima muy reducida. Los historiadores creen que sus habitantes eran griegos de dialecto dórico al igual que los de la región de Épiro, Rodas o Peloponeso y que hablaban un dialecto griego muy cercano a la de estas regiones.

## Bellas artes

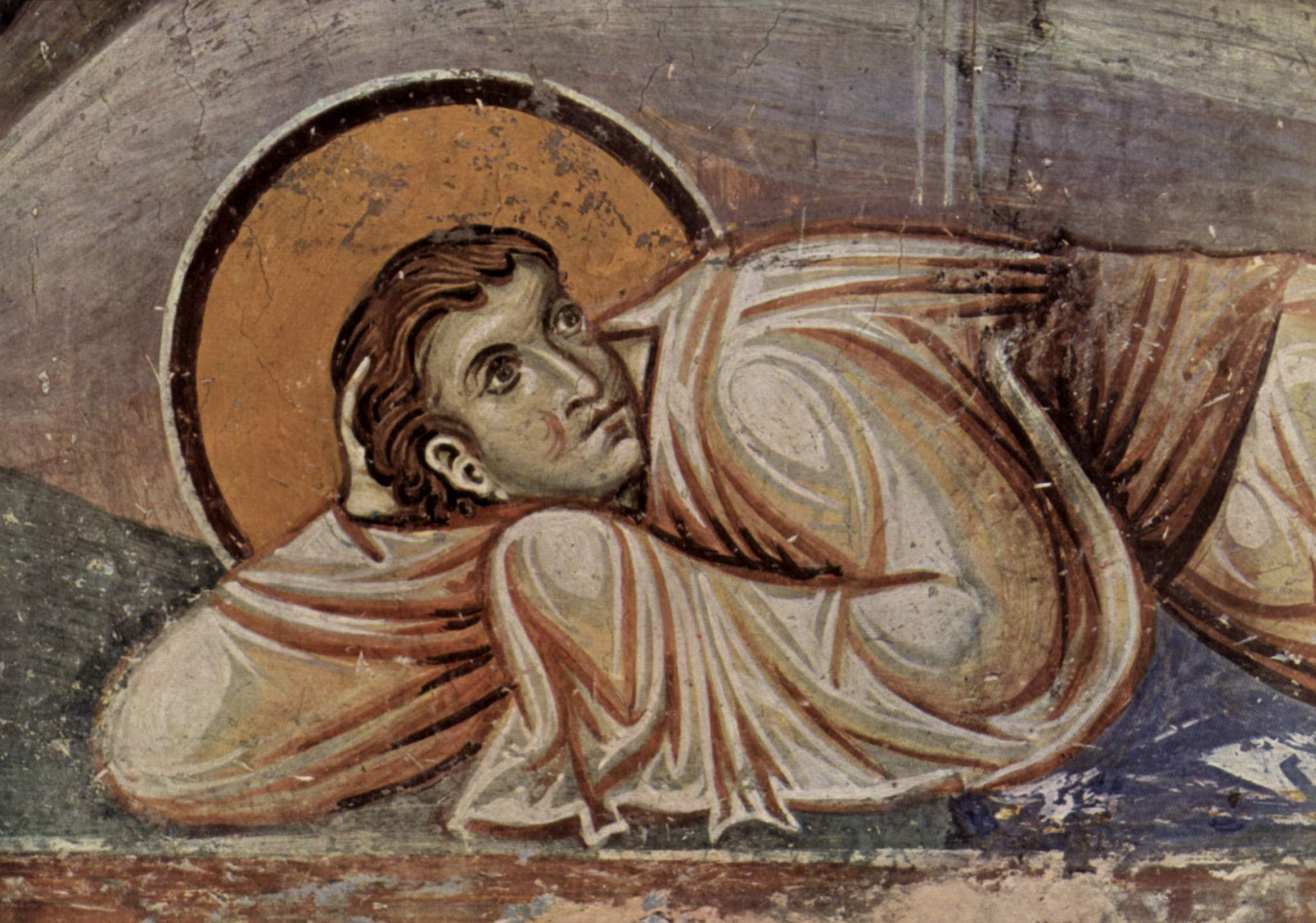
Fresco de Nerezi

Macedonia del Norte posee una rica herencia de pinturas al fresco de motivos religiosos. Esta técnica se desarrolló en el siglo XI. Los frescos macedonios se distinguen de los cánones bizantinos por su naturalismo y el uso de perspectiva tridimensional. La edad de oro fue en el siglo XII, cuya producción se puede apreciar especialmente en los frescos de la iglesia de Nerezi. Luego de la conquista otomana en el siglo XIV, la producción de frescos declinó y quedó limitada a las villas. No fue sino hasta el siglo XVIII cuando de la mano de la construcción de grandes iglesias que la producción de frescos experimentó una renovación.